# Asterix: Den magiska drycken
Asterix: Den magiska drycken (franska: Astérix: Le secret de la potion magique) är en fransk dator-animerad äventyrsfilm från 2018. Filmen är regisserad av Alexandre Astier och Louis Clichy, med manus skrivet av Astier. Den är baserad på Asterix av René Goscinny och Albert Uderzo.
Filmen hade premiär i Sverige den 12 april 2019, utgiven av SF Studios.

## Handling
Tillsammans med Asterix och Obelix ger sig druiden Miraculix ut på en resa för att säkra byns framtid. De letar efter en ny ung lovande druid som de kan lära göra den magiska drycken och som vanligt blir det både roligt och spännande.

## Rollista

### Franska originalröster
- Bernard Alane – Panoramix
- Christian Clavier – Asterix
- Guillaume Briat – Obelix
- Lévanah Solomon – Pectine
- Lana Ropion – Alcaline
- Max Brunner – Minix
- Ethan Astier – Loustix
- Florence Foresti – Bonemine
- Serge Papagalli – Abraracourcix
- Laurent Morteau – Agecanonix
- Luna Karys – Agecanonix fru
- François Morel – Ordralfabétix
- Lionnel Astier – Cétautomatix
- Arnaud Léonard – Assurancetourix
- Joëlle Sevilla – Ielosubmarine
- François Raison – Vitrocéramix och Climatoseptix
- Daniel Mesguich – Sulfurix
- Gérard Hernandez – Atmosférix
- Patrick Bonnel – Fantasmagorix
- Alex Lutz – Téléférix
- Jacques Chambon – Zurix
- Nicky Naude – Aepyronix och Fotovoltahix
- Dominique Bastien – Bazunix och Caustix
- Christophe Fluder – Bitnix
- Louis Clichy – Magnétix och Frèrefratellinix
- Philippe Morier-Genoud – Caesar
- Olivier Saladin – Tomcrus
- Alexandre Astier – Oursenplus, Huiledolix och Blodimérix
- Elie Semoun – Cubitus
- Franck Pitiot – Humérus
- Romain Segaud – Tektonix och Frèrefratellinix
- François Rollin – Grotadefrix
- Eric Bougnon – Barbe-Rouge
- Daniel Laloux – Triple-Patte
- Patrick Pineau – Aplusbégalix
- Yoann Blanc – Colchix[7]

### Svenska röster
- Andreas Nilsson – Miraculix
- Gunnar Ernblad – Sulfurix
- Tomas Bolme – Asterix
- Allan Svensson – Obelix
- Sigrid Perpetua Johnson – Pektin
- Ralph Carlsson – Majestix
- Sam Molavi – Teleferix
- Steve Kratz – Vitroceramix
- Ole Ornered – Troubadix
- Anton Raeder – Tomcrus
- Claes Månsson – Julius Caesar
- Per Sandborgh – Crabbofix
- Övriga roller – Chaya Mandoki, Christopher Carlqvist, Ester Sjögren, Frank Dorsin, Felina Tedner, Freddy Åsblom, Hanna Dorsin, Johan Hedenberg, Jörn Savér, Lina Hedlund, Magnus Mark, Nils Eklund, Oskar Kongshöj, Oskar Svensson, Per Eggers, Rolf Lydahl
- Översättning – Mattias Johannesson
- Regi, tekniker och mix – Tobias Derwinger, Hasse Jonsson
- Svensk version producerad av Eurotroll AB[8]